# Videocassetta

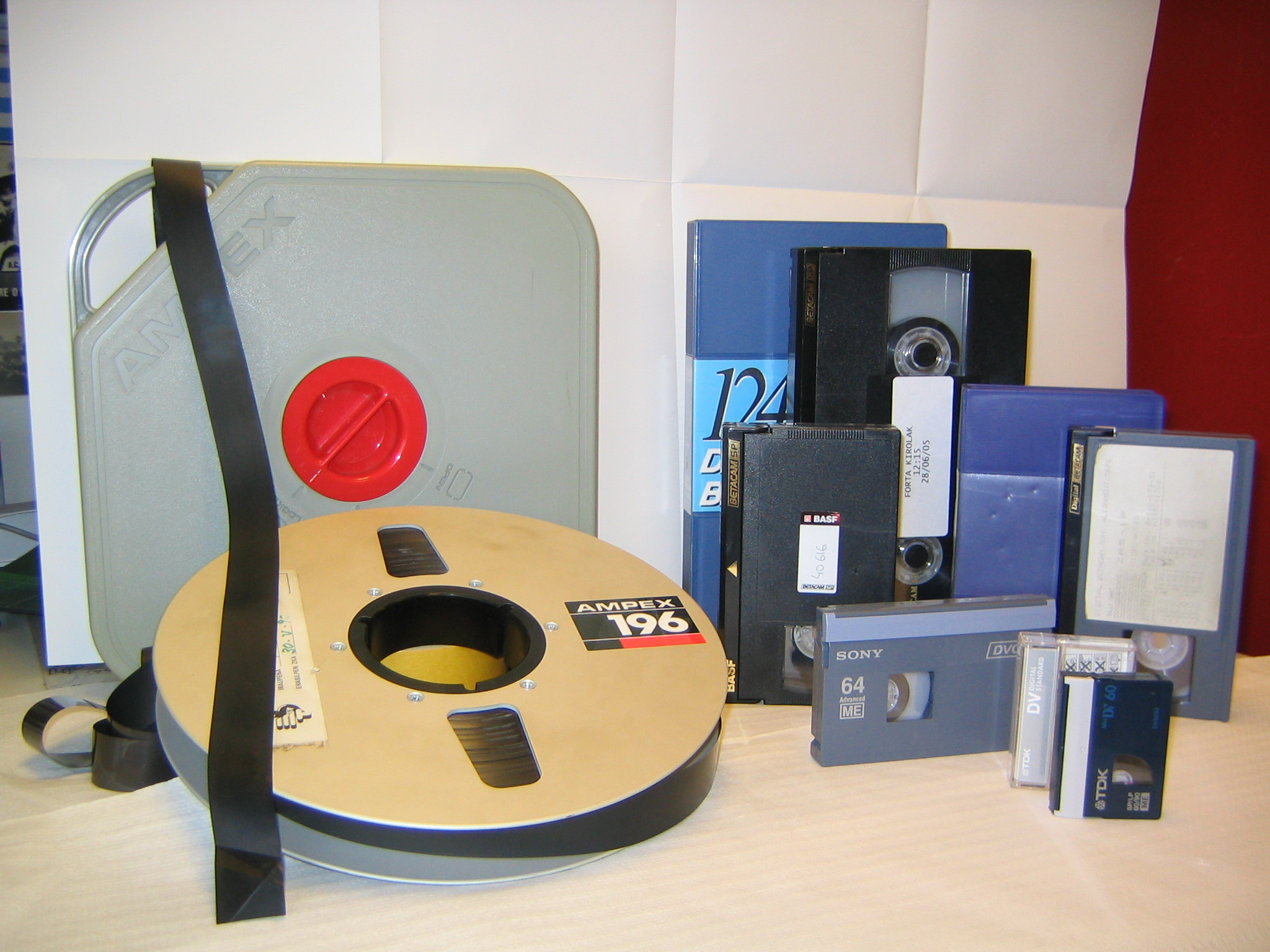
Un assortimento di bobine aperte e videocassette in diversi formati

La videocassetta è un dispositivo di memorizzazione sequenziale a memoria magnetica utilizzato per la distribuzione di materiale video e nella memorizzazione delle immagini nella maggior parte delle videocamere e dei videoregistratori, oggi non più commercializzata ma ancora apprezzata ed utilizzata seppur da un numero ristretto di utenti. 
Videonastro (in inglese videotape) è l'iperonimo che include non solo i nastri per registrazioni video contenuti all'interno delle cassette, ma anche quelli montati su bobine o altri supporti.
Nel corso degli anni sono stati proposti vari formati di videocassetta che vanno distinti tra quelli destinati ai videoregistratori o alle videocamere professionali (U-matic, Betacam, MII) e quelli destinati a videoregistratori o videocamere amatoriali (DV, Betamax, VHS, VHS-C, Video 2000, Video8, Hi8). Sono state progressivamente soppiantate a partire dagli anni 2000 dai DVD e Blu-Ray che consentivano una qualità audio/video migliore

## Storia

### I primi apparecchi per la videoregistrazione
Già dalla fine degli anni sessanta esistevano in commercio registratori a nastro che utilizzavano un sistema a bobina aperta, prodotti da varie imprese, soprattutto dalla Ampex, per l'industria televisiva. Il primo formato a supporto compatto fu l'U-matic, prodotto dalla Sony nel 1971, che sostituiva le bobine con le prime cassette compatte contenenti un nastro da 3/4 pollici, anche se però poco pratico per l'uso domestico. Nel 1972 la Philips introdusse in Gran Bretagna l'N1500, in un certo senso l'antenato dei sistemi di videoregistrazione domestica che però soffriva proprio il fatto di essere un pioniere con diverse problematiche legate soprattutto alla scarsa durata delle proprie cassette; ne servivano da 2 a 4 per registrare un unico film (circa 30 minuti l'una).

### L'evoluzione tecnologica

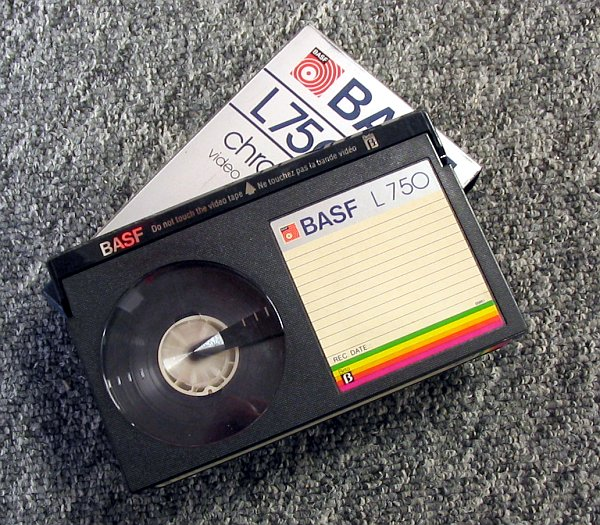
Una videocassetta Betamax

Finché la videoregistrazione serviva solo agli operatori del settore, la priorità era stata la velocità di riavvolgimento; quindi nastri brevi che potessero essere riavvolti e trasmessi nel più breve tempo possibile. Basti pensare ai telegiornali che devono poter individuare velocemente l'inizio di un servizio da trasmettere che in genere dura pochissimi minuti.
La videoregistrazione domestica invece avrebbe richiesto che i nastri durassero almeno 1 ora e mezza o 2 ore per poter registrare tranquillamente un film. Questo è stato uno degli ostacoli più difficili da superare, in quanto nastri più lunghi comportavano pesi maggiori e di conseguenza una più alta probabilità di rottura del nastro.
Fino a quel momento, gli unici nastri magnetici sufficientemente lunghi per poter registrare 1 ora e mezzo erano solo quelli audio usati nelle musicassette. Per quanto il principio sia lo stesso, il segnale video è molto più "pesante" del solo audio e le alte frequenze del segnale video, per poter esser registrate, obbligavano ad avere un'elevata velocità del nastro davanti alle testine (con testina fissa, circa 5m/s quindi 18 km/h; nei registratori a VHS la velocità standard SP è circa 0,023 m/s) e quindi per poter ottenere la stessa durata le uniche alternative erano quelle di "allargare" il nastro e di velocizzare le testine, realizzando cassette molto ingombranti, oppure rendendo il nastro molto lungo, facendolo scorrere più velocemente sotto la testina, oppure (soluzione che fu adottata solo in seguito) far girare la testina rendendo così la velocità del nastro inferiore e quindi diminuendone il rischio di rotture (molto frequenti con testina fissa per via dell'elevata velocità).

### Gli standard video

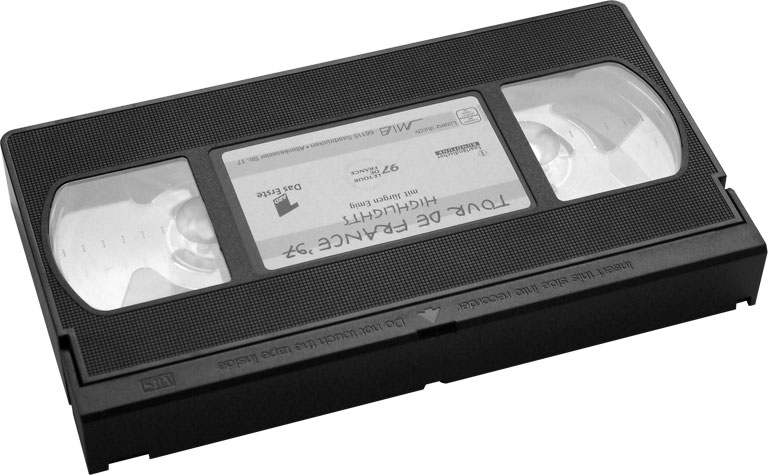
Videocassetta VHS

Sony il 1º giugno 1975 mise in commercio il proprio standard con il nome di Betamax; mentre il sistema VHS, brevettato da JVC, arrivò sul mercato con quasi un anno di ritardo rispetto al concorrente, ed era inoltre inferiore per molti aspetti al concorrente. Le cassette erano di maggiori dimensioni, la qualità era decisamente più scadente, ma la capacità di immagazzinamento per ogni singolo nastro era superiore, arrivò a toccare perfino i 300 minuti (che furono portati a 600 negli anni novanta con l'introduzione del sistema LP che raddoppiava la durata del nastro dimezzando la velocità). A differenza di Sony, JVC cercò altri partner (diffondendo e vendendo il brevetto VHS anche ad altre aziende), sia tra i produttori, sia tra le case cinematografiche e questo contribuì a mantenere i prezzi dei prodotti VHS più bassi rispetto al concorrente. Dato che ai quei tempi i negozi di videonoleggio trattavano sovente anche i lettori, questi si orientarono verso lo standard di VHS che consentiva di acquistare interi stock di prodotti a un prezzo ridotto, aumentandone i margini di profitto, e questo ha innescato una spirale: i negozianti acquistavano i lettori VHS, di conseguenza richiedevano film in VHS e le case cinematografiche commercializzavano film in VHS per l'utenza domestica. Chi voleva comprarsi un videoregistratore era quindi spinto all'acquisto della seconda tecnologia che, seppur inferiore, garantiva una maggiore compatibilità con i prodotti in commercio.
Nel 1976 la Disney e gli Universal Studios intentarono una causa legale contro Sony poiché avrebbe favorito la libera diffusione di opere in violazione del copyright; il processo iniziò nel 1979 e nel 1984 la Sony vinse l'ultimo grado di giudizio, ma ormai i danni d'immagine subiti erano quasi irreparabili; già alla fine del 1978 la quota di mercato della Sony era scesa al 19% mentre quella del concorrente era al 36%. Intanto la Philips nel 1979 provò a entrare nel settore con il Video2000, che seppure tecnicamente all'avanguardia (le sue video cassette potevano essere registrate da ambo i lati come avveniva per le musicassette) e nel 1985 la stessa Sony commercializzò il Video8, ambo le tecnologie ebbero scarso successo e diffusione. Ulteriori implementazioni come il miniDV e il Digital8 ebbero parimenti scarso successo.

### Il superamento e l'obsolescenza
Le videocassette furono utilizzate dal 1980 fino al 2010, data la loro maggiore immediatezza e al costo nettamente inferiore dei videoregistratori VHS rispetto ai registratori DVD da salotto all'epoca agli inizi della loro distribuzione. In seguito all'introduzione della TV digitale terrestre, i sintonizzatori analogici integrati nei videoregistratori persero ogni funzionalità, che ne sancì la fine definitiva anche in ambito domestico, dove il videoregistratore VHS era ormai relegato al solo ruolo di lettore. Il 28 dicembre 2008 l'ultimo produttore, la Distribution video-audio, annunciò la fine della produzione di supporti in formato VHS.

## Caratteristiche

### Elementi costitutivi
Dal punto di vista costruttivo, una videocassetta, di qualunque formato, è formata da due bobine, dette debitrice e raccoglitrice, e da un nastro magnetico agganciato permanentemente alle stesse. La disposizione delle due bobine è di solito affiancata ma non sono mancati esempi di bobine sovrapposte.
Nel tratto esposto, il nastro è protetto da un coperchietto sollevabile. È dotata di solito di un dispositivo meccanico, tipicamente una linguetta scorrevole o asportabile, che permette di attivare una protezione in scrittura, segnalando al videoregistratore di non registrare sulla stessa. Rispetto alla bobina aperta, la videocassetta permette un più agevole caricamento del nastro.

### Descrizione tecnica

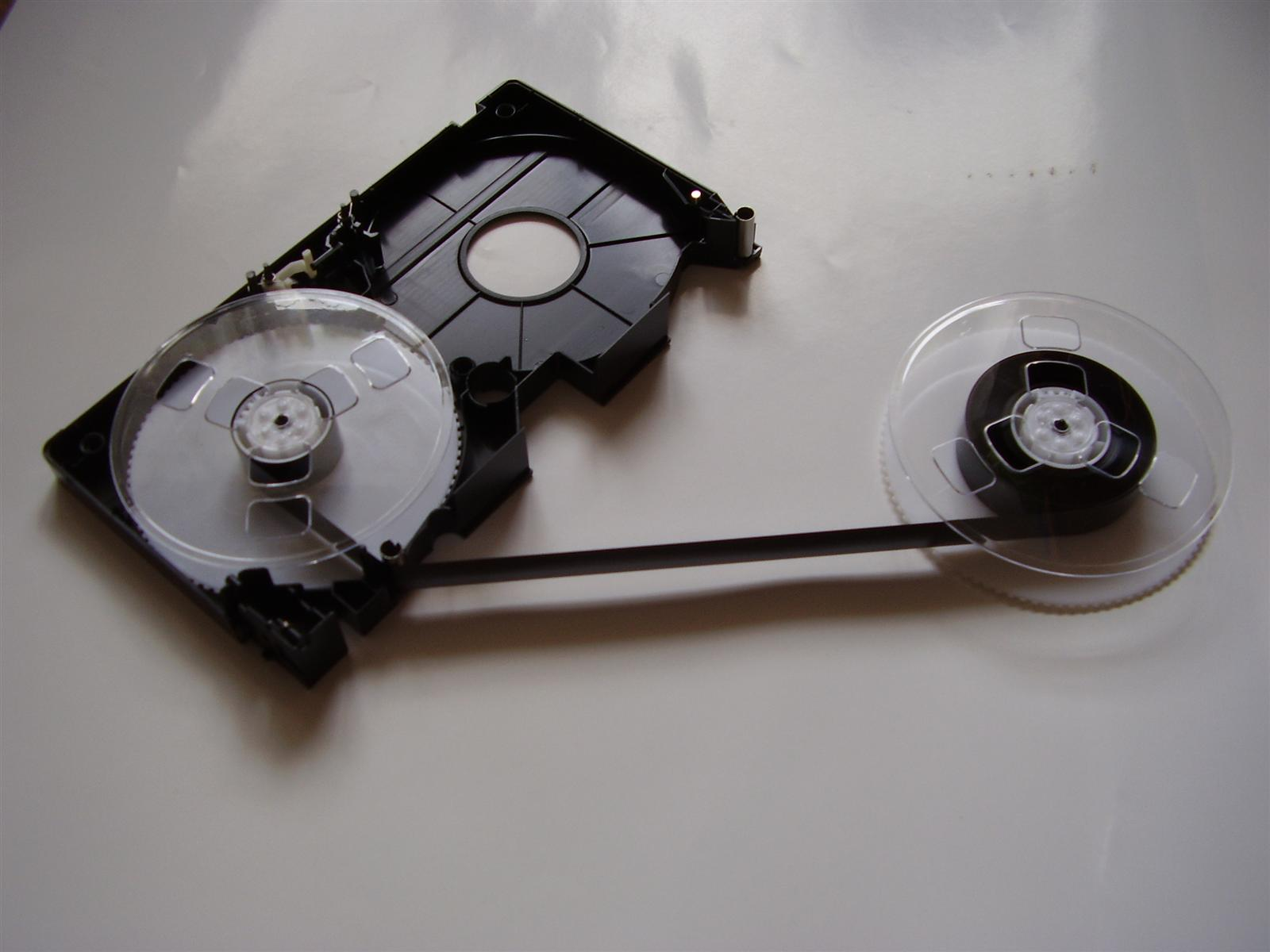
Nastro interno al VHS

Il VHS utilizza un nastro da 1/2 pollice, registrato con la tecnica della scansione elicoidale-azimutale, con sfasamento della sottoportante colore convertita.
Nel sistema originale, l'audio monofonico veniva registrato da una testina fissa su una traccia longitudinale, ma data la ridotta velocità del nastro era di qualità scadente. Successivamente il sistema venne migliorato con l'aggiunta di altre due testine, ma l'audio monofonico sulla traccia longitudinale veniva comunque scritto e letto da tutti i videoregistratori per mantenere la compatibilità.
Il VHS in origine permetteva un maggior tempo di registrazione rispetto al Betamax e offriva il vantaggio di un meccanismo di trascinamento del nastro più semplice. I primi sistemi VHS potevano effettuare l'avanzamento veloce e il riavvolgimento in maniera molto più rapida rispetto ai videoregistratori Betamax, poiché sfilavano il nastro dalle testine di riproduzione prima di cominciare il riavvolgimento veloce (la maggior parte dei videoregistratori moderni non effettua più questa operazione in quanto il contatto fra testina e nastro non è più un impedimento per il riavvolgimento veloce).
Il sistema venne perfezionato negli anni, soprattutto riprendendo idee sviluppate da Sony per il Betamax. In sostanza la Sony sviluppava una tecnologia e poco dopo anche il VHS ne offriva una simile. Tra le tante le principali sono state:
- Venne aggiunto un sintonizzatore in grado di registrare da un canale mentre il televisore era sintonizzato su un altro potendo così vedere e registrare contemporaneamente due diversi programmi senza interferenze.
- Arrivò anche la ricerca dell'immagine. Veniva mostrata l'immagine mentre il nastro scorreva ad alta velocità.
- Vennero presentati i primi videoregistratori denominati Hi-Fi che utilizzano una coppia in più di testine rotanti, montate sul tamburo di scansione, per registrare un audio stereofonico di migliore qualità insieme alle tracce video, sfruttando l'altissima velocità relativa nastro/testine.
- Vennero istituite nuove porte di maggior qualità rispetto al video composito o al RF out quali l'S-Video o la più celebre Scart (nei primi modelli ne era disponibile una sola, necessaria per collegare il VCR alla TV; successivamente divennero due per poter collegarvi un decoder, e in alcuni modelli di videoregistratori vi erano anche tre porte).
- All'inizio degli anni '90 si "scoprì" che era possibile registrare anche a una velocità più ridotta (la metà) e che in questo modo il nastro durava di più (il doppio): questo sistema prese il nome di LP (long play); c'è però da dire che l'LP era più "intensivo" dello standard SP, per cui le cassette si smagnetizzavano più facilmente, e quindi non era adatto per registrazioni frequenti.

Nonostante le migliorie costruttive, mentre cambiano il tipo e la qualità del nastro magnetico utilizzato, il guscio esterno della videocassetta è identico per Betacam, Betamax, VHS e MII.